# Carangoides ferdau
Carangoides ferdau és un peix teleosti de la família dels caràngids i de l'ordre dels perciformes.

## Morfologia
Pot arribar als 70 cm de llargària total i als 8 kg de pes.

## Distribució geogràfica
Es troba des de les costes del Mar Roig i de l'Àfrica oriental fins a les Hawaii.